# Pulsar a raggi X
Le pulsar a raggi X sono una classe di oggetti astronomici sorgenti di raggi X che mostrano rigide variazioni periodiche nell'intensità dei raggi X. I periodi nell'emissione di raggi X vanno da un minimo di una frazione di secondo a diversi minuti.

## Caratteristiche

### Sistemi binari
Le pulsar a raggi X solitamente consistono in stelle di neutroni magnetizzate che fanno parte di un sistema stellare binario dove l'altra componente del sistema è una stella normale. L'intensità del campo magnetico sulla superficie della stella di neutroni è in genere di circa 108 tesla, oltre un trilione di volte più forte della forza del campo magnetico terrestre misurato sulla superficie della Terra (60 μT).
La stella di neutroni accresce con il gas proveniente dal compagno stellare che viene incanalato dal campo magnetico della stella di neutroni sui propri poli magnetici che producono due o più punti caldi a raggi X localizzati, simili alle due zone aurorali della Terra, ma molto più caldi. In questi punti il gas in caduta, prima che colpisca la superficie della stella di neutroni, può raggiungere la metà della velocità della luce. L'enorme energia potenziale rilasciata dal gas in caduta porta i punti caldi, che sono stimati essere di circa un chilometro quadrato di superficie, ad essere diecimila volte più luminosi del Sole. La temperatura, innalzandosi di milioni di gradi, fa sì che l'emissione elettromagnetica dai punti caldi avvenga principalmente in raggi X. 
Il gas che alimenta la pulsar a raggi X può raggiungere la stella di neutroni in diversi modi, che dipendono dalla dimensione e dal percorso orbitale della stella di neutroni e dalla natura della stella compagna.
Alcune stelle compagne delle pulsar a raggi X sono stelle giovani molto massicce, di solito supergiganti blu di tipo O o B, che emettono un forte vento stellare che viene catturato dalla stella di neutroni. Vela X-1 è un esempio di questo tipo di sistemi, chiamati binarie a raggi X di grande massa.
In altri sistemi, la stella di neutroni orbita vicino a un compagno che solitamente riempie il proprio lobo di Roche. Avviene così un trasferimento di massa dove la materia della compagna forma un disco di accrescimento attorno alla stella di neutroni, per poi cadere sulla stessa pulsar in lente spirali. Un sistema di questo tipo, chiamato anche binaria a raggi X di piccola massa è quello di Centaurus X-3.
In altri tipi ancora di pulsar a raggi X, la stella compagna è una stella Be che ruota molto rapidamente su se stessa, formando un disco di gas attorno al proprio equatore. Le orbite della stella di neutroni con questi compagni sono di solito di grandi dimensioni e di forma ellittica. Quando la stella di neutroni passa nelle vicinanze o attraverso il disco circumstellare della stella Be, cattura materiale e diventa temporaneamente una pulsar a raggi X. Il disco circumstellare attorno alla stella Be si espande e si contrae per ragioni sconosciute, quindi si tratta di pulsar a raggi X transitorie, i cui episodi di emissione a raggi X sono intermittenti, e possono trascorrere mesi o anni tra un'emissione a raggi X e un'altra.

### Pulsar anomala a raggi X
Sebbene siano poche quelle conosciute nella nostra Galassia, esistono anche pulsar isolate che emettono raggi X, come le pulsar anomale a raggi X, solitamente delle magnetar dotate di un elevatissimo campo magnetico dell'ordine di ~1013–1015 G (da 1 a 100 gT), in grado di generare emissioni a raggi X.